# Гайаге, Дидье
Дидье́ Гайаге́ (фр. Didier Gailhaguet; 22 августа 1953 года, Безье, Франция) — бывший фигурист из Франции, участник зимних Олимпийских игр 1972, чемпион Франции 1974 и 1975 годов в мужском одиночном катании. Двукратный чемпион Франции и неоднократный призёр национальных чемпионатах. Впоследствии тренер и спортивный функционер.

## Жизнь после спортивной карьеры
Дидье Гайаге тренировал Сурью Бонали, являлся президентом французской Федерации ледовых видов спорта. Участник скандала в фигурном катании на зимних Олимпийских играх 2002.
Долгое время был спортивным функционером, работал в Французской федерации фигурного катания и дважды (в суммарно 19 лет) занимал в ней пост президента федерации. Это было с 1998 года по 2004 год и с 2007 года по 2020 год.

## Спортивные достижения
| Соревнования/Сезоны     | 1970 | 1971 | 1972 | 1973 | 1974 | 1975 |
| ----------------------- | ---- | ---- | ---- | ---- | ---- | ---- |
| Зимние Олимпийские игры |      |      | 13   |      |      |      |
| Чемпионаты мира         | 19   | 10   | 13   |      | 10   | 13   |
| Чемпионаты Европы       | 19   | 10   | 8    |      | 7    | 9    |
| Чемпионаты Франции      | 3    | 3    | 2    |      | 1    | 1    |